# Auguste e Louis Lumière
I fratelli Auguste Marie Louis Nicolas Lumière (Besançon, 19 ottobre 1862 – Lione, 10 aprile 1954) e  Louis Jean Lumière (Besançon, 5 ottobre 1864 – Bandol, 6 giugno 1948) sono stati due imprenditori, cineasti e produttori francesi, inventori del cinématographe e dell'autochrome, ricordati per essere tra i pionieri della storia del cinema assieme a Thomas Edison e Eadweard Muybridge.

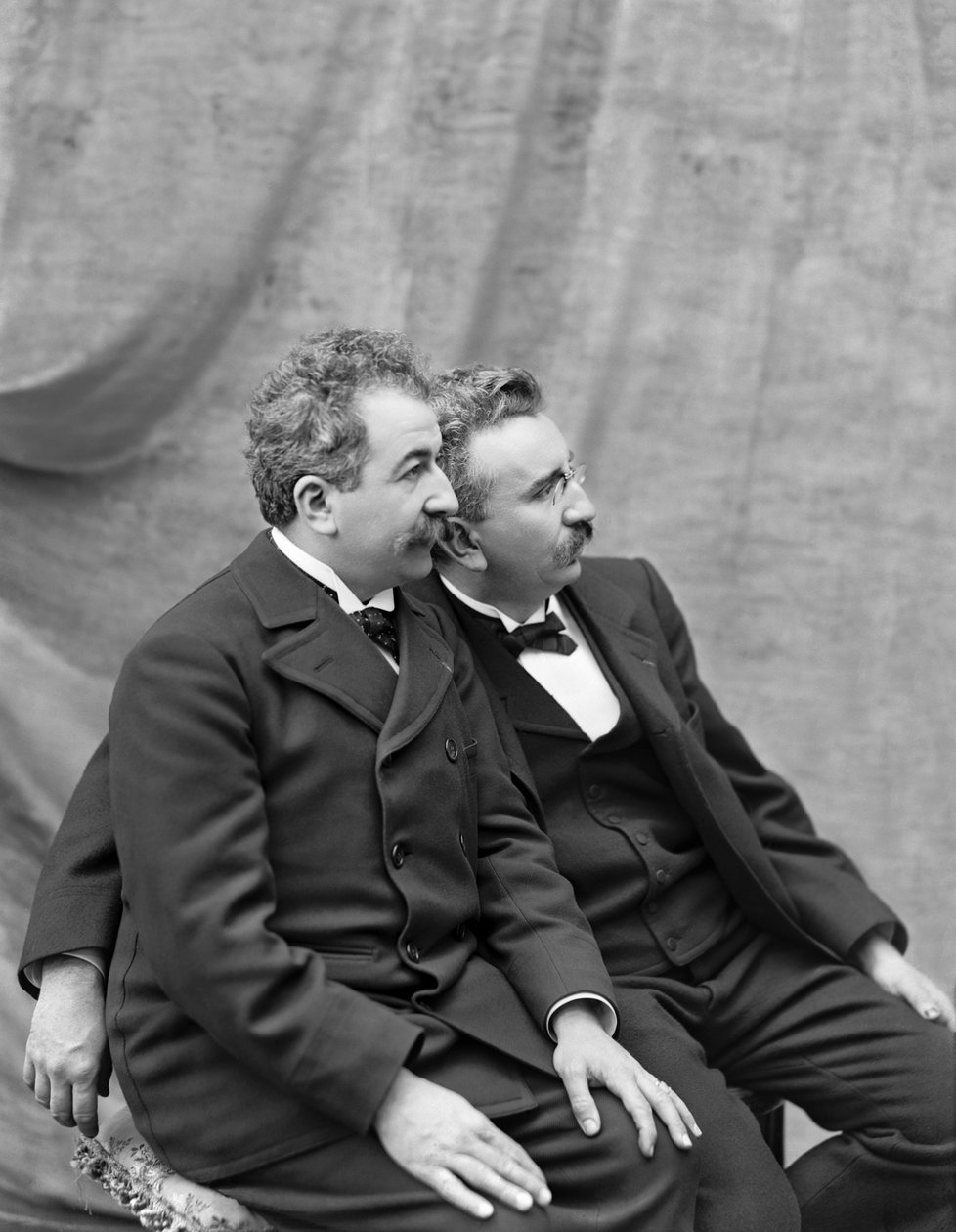
Auguste (a sinistra) e Louis Lumière nel 1895

Nati a Besançon, figli di Jeanne Joséphine Costille e del fotografo e pittore Antoine Lumière, poco dopo si trasferirono a Lione, dove il padre fondò un piccolo laboratorio fotografico. Prima di iniziare a lavorare nell'officina paterna, entrambi si diplomarono alla più prestigiosa scuola tecnica di Lione: La Martinière. Nel 1881, ancora prima di terminare gli studi, Louis migliorò la lastra secca e brevettò l'Etiquette Bleue, una lastra fotografica in grado di catturare un'immagine con un'esposizione di soli sessanta secondi. Questa loro nuova invenzione ebbe sin da subito un grandissimo successo e la libertà economica che gli diede, gli permise di dedicarsi allo studio della cinematografia.
Quella che era iniziata come una semplice passione, ben presto si trasformò in ciò che li renderà più famosi. Il 13 febbraio 1895 brevettarono il Cinématographe Lumière. Con questa loro nuova invenzione registrano dieci film, che il 28 dicembre successivo proiettarono di fronte a un pubblico pagante, al Salon indien du Grand Café di Parigi. Per una semplicistica convenzione storica si fa coincidere questa data con la nascita del cinema e il primo film a farne parte è L'uscita dalle officine Lumière.
In seguito a un periodo di grande successo, i fratelli decisero di abbandonare il cinematografo e iniziarono a dedicarsi allo studio della fotografia a colori. Le loro ricerche culminarono il 17 dicembre 1903 quando brevettarono l'Autochrome Lumière, una lastra fotografica in grado di scattare fotografie a colori. L'autocromia è stato, fino agli anni 30' del novecento, l'unico metodo per catturare la realtà a colori. Dopo questo brevetto i due presero strade diverse: Auguste si specializzò nell'ambito medico, studiando come curare la tubercolosi e il cancro, mentre Louis proseguì i suoi studi su come migliorare la tecnica fotografica, continuando a brevettare numerosi apparecchi.
Entrambi ebbero rapporti con il regime di Vichy e con l'Italia fascista: perciò le loro figure sono anche considerate molto controverse e scabrose.

## Biografia

### Giovinezza

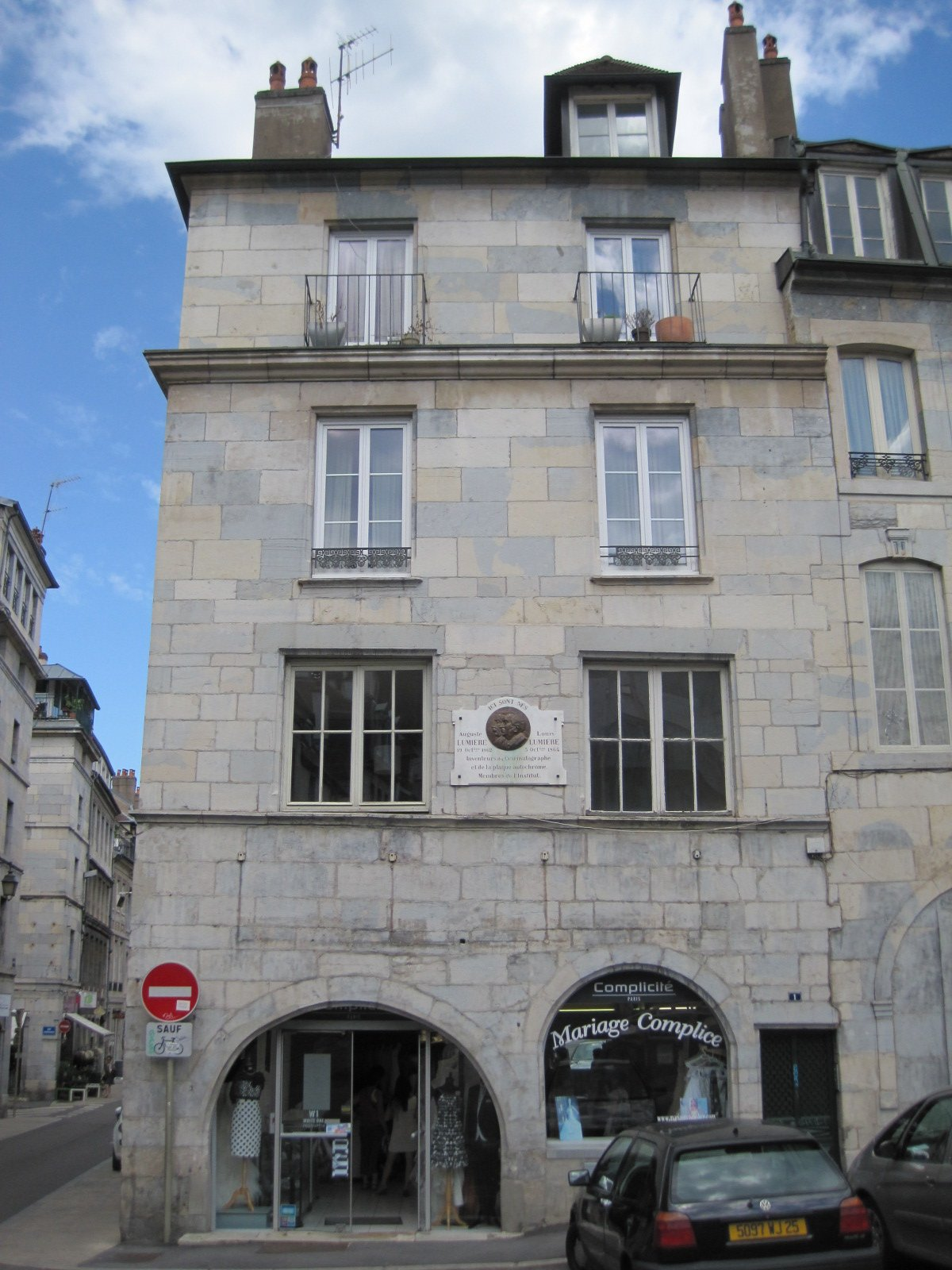
La casa natale dei fratelli Lumière a Besançon

Nacquero a Besançon, figli dell'imprenditore e fotografo Antoine Lumière e della lavandaia Jeanne Joséphine Costille Lumière, sposatisi nel 1862. Per sfuggire ai pericoli della guerra franco-prussiana, la famiglia decide di trasferirsi dalla città di frontiera Besançon, per insediarsi nell'entroterra, a Lione. Qui il padre aprì, nel centro della città, un piccolo studio fotografico che in poco tempo si trasformò in un laboratorio. Auguste e Louis imparano a leggere fin da piccoli con i Viaggi straordinari di Jules Verne. Il padre decise di inscriverli alla migliore scuola tecnica di Lione: La Martinière. Entrambi avevano una spiccato interesse per le materie scientifiche, in particolare Auguste per la medicina e la biologia e Louis per la fisica e la chimica, ma apprezzava molto anche suonare il piano. I due, prima di dedicarsi alla ricerca nel laboratorio del padre, si diplomano: Auguste in chimica e Louis in fisica.
(Auguste Lumière)
Nel 1881 Louis, appena diciassettenne, riuscì a perfezionare la lastra secca di Van Monckhoeven, una delle uniche in commercio all'epoca. La sua nuova lastra secca, l'Étiquette bleue, era in grado di creare fotografie impiegando un'esposizione di soli 60 secondi, molto più velocemente dei precedenti brevetti. Questa scoperta fu divulgata sulla rivista Sociétés françaises de photographie e suscitò profonda ammirazione tra i colleghi di tutto il mondo. Nel primo anno di produzione gli fece guadagnare circa 500 000 franchi, fino ad arrivare a 15 milioni nel 1894. Dato tutto il loro successo, l'anno seguente, riuscirono a saldare i debiti dell'impresa di famiglia e aprirono delle nuove officine, assumendo un totale di 300 dipendenti. Quando loro padre andò in pensione nel 1892, i due lo sostituirono: Auguste come direttore e Louis come inventore. Nel 1894, data la tanta libertà economica garantitagli dal grande successo della lastra secca, iniziarono così, quasi come passatempo, a dedicarsi alla cinematografia: brevettando un numero significativo di procedimenti, tra i quali l'ideazione del foro di trascinamento, che permetteva il trascinamento del film attraverso la camera e il proiettore. Iniziarono a produrre una loro pellicola cinematografica, poiché volevano evitare di pagare i diritti d'autore sul brevetto di Edison, molto costoso.

### Il cinematografo

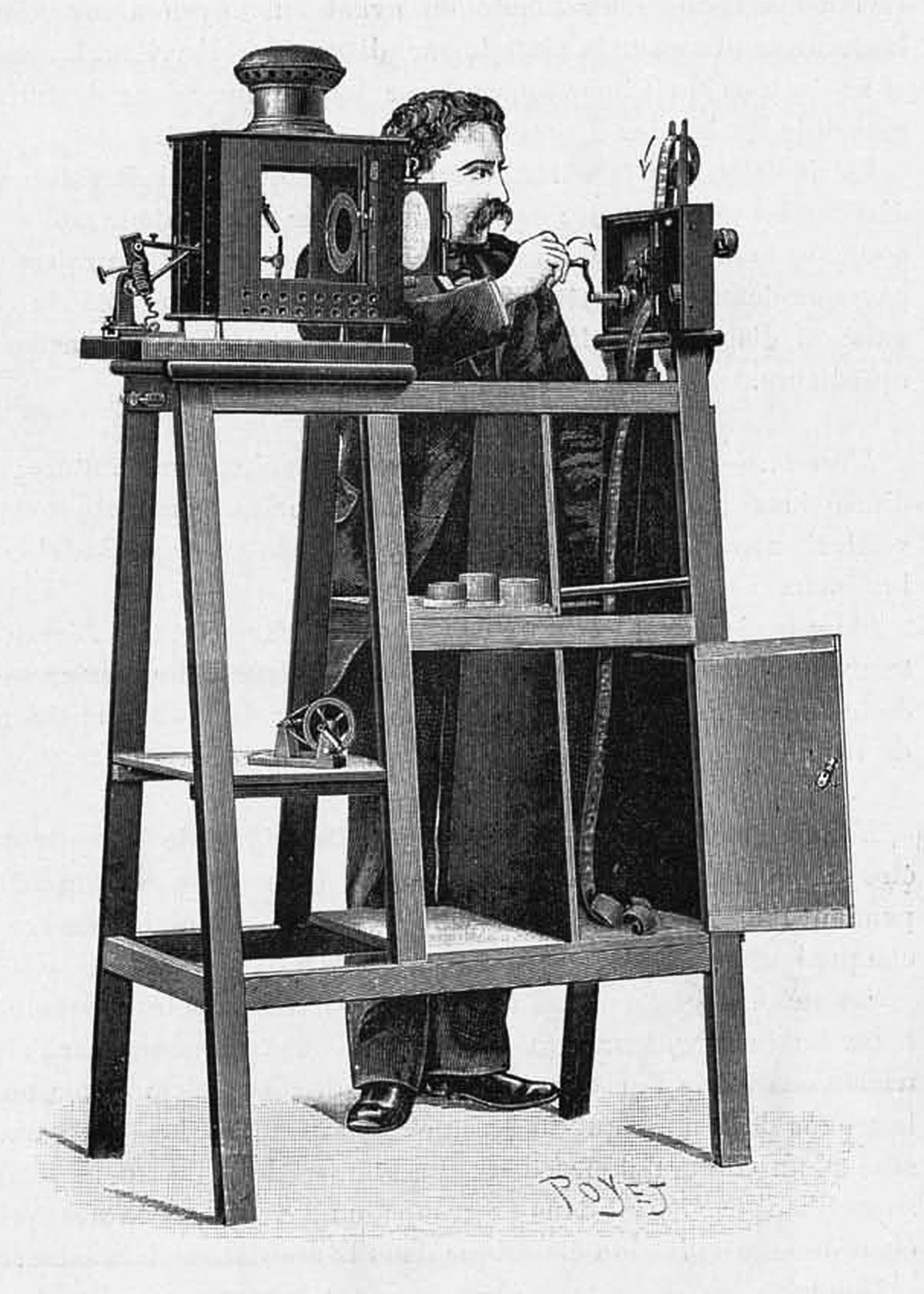
La tecnica di proiezione di un film con il cinematografo Lumière

I fratelli Lumière iniziarono a interessarsi delle fotografie animate nell'estate del 1894, prendendo come punto di partenza le ricerche di Marey, Edison e Demeny. Tuttavia, già nel 1893, ebbero la possibilità di vedere in funzione un esemplare di lanterna magica molto raffinato. Incuriosito da questo strano apparecchio, Louis riuscì a replicarlo, dando così inizio alle ricerche dei Lumière sulla cinematografia.
Il problema più grande che dovettero affrontare riguardava il trascinamento della pellicola davanti l'otturatore. Auguste propose di adottare la tecnica usata precedentemente da Léon Bouly, ma ben presto Louis scartò questa possibilità, ritenendola troppo rozza. L'idea innovativa venne a Louis: adattare il movimento di una macchina da cucire per trascinare la pellicola davanti all'obiettivo. In seguito a questo lampo di genio, Auguste decise di lasciare il progetto, per dedicarsi ad altro, ma decisero comunque di firmare il brevetto a nome di entrambi.
Louis fu ulteriormente spronato dal padre, che nel settembre del 1894 assistette a una dimostrazione del kinetoscopio, che lo portò a dire: "Bisogna far uscire l'immagine dalla scatola. Rientro a Lione: i miei figli ci riusciranno!". Louis, motivato dalle parole del padre, si dedicò alla progettazione di un macchinario non solo capace di girare un film, ma anche di proiettarlo per un pubblico più ampio rispetto all kinetoscopio, che permetteva la visione soltanto a una persona alla volta. 
Le ricerche culminarono il 13 febbraio 1895 con il deposito del brevetto denominato: "Appareil servant à l'obtention et à la vision des épreuves chronophotographiques". Che solo in seguito fu rinominato cinématographe, riutilizzando il nome che Léon Bouly, tre anni prima, aveva usato per brevettare il suo "Cinématographe Léon Bouly", ma caduto in disgrazia non riuscì a pagare le successive rate del brevetto, rendendo il nome nuovamente disponibile. Il padre dei Lumière, trovava tuttavia orrendo il nome "cinématographe" e su suggerimento dell'amico Lechère, lo voleva chiamare Domitor, abbreviazione della parola latina dominator.

Il movimento di penetrazione e successivo ritiro nella perforazione rotonda del cinematografo

Il cinématographe Lumière era un dispositivo molto più compatto e maneggevole rispetto ai precedenti. Offriva una duplice funzionalità: permetteva sia di registrare immagini sia di proiettarle, bastava solo che venisse cambiato l'obbiettivo. Una fessura nella parte anteriore accoglieva la lente, un'altra nella parte posteriore consentiva l'inserimento di una manovella che azionava il meccanismo. Il sistema di movimento della pellicola si basava sul funzionamento delle macchine da cucire sui principi della cinematica, in particolare al saggio di Franz Reuleaux, pubblicato nel 1877. 
La pellicola utilizzata dai fratelli Lumière aveva la stessa larghezza di quella ideata da Edison, ovvero 35 mm, ma si distingueva per la presenza di un foro circolare su ciascun lato del fotogramma. Veniva proiettata a una velocità di 16 fotogrammi al secondo, molto più lentamente rispetto al kinetoscopio, che proiettava 48 fotogrammi al secondo. Questa differenza consentiva al brevetto dei Lumière di essere meno rumoroso e impiegare anche meno pellicola, garantendo comunque un risultato di qualità.
Tuttavia, il dispositivo non era assolutamente privo di difetti: essendo una scatoletta di legno, mancava di un mirino, rendendo impossibile osservare in tempo reale ciò che si stava registrando. Inoltre il meccanismo di proiezione presentava alcune imperfezioni. Per ovviare a questi problemi, nel 1897, Louis Lumière progettò un'apparecchiatura dedicata esclusivamente alla proiezione cinematografica.
Nello stesso anno, la pellicola 35 mm di Edison divenne lo standard internazionale per la cinematografia. Di conseguenza, iniziarono a produrre macchine da presa e proiettori compatibili con la pellicola americana. Nel 1904, incapaci di tenere il passo con gli sviluppi del settore, i due fratelli si ritirarono dalla produzione cinematografica, e si dedicarono alla produzione della lastra Autochrome per la fotografia a colori.
La prima pellicola dei fratelli Lumière è L'uscita dalle officine Lumière (La Sortie de l'usine Lumière), spesso considerata anche come primo documentario, anche se questa definizione è stata oggetto di dibattito. Secondo una teoria le riprese sono state effettuate presumibilmente tra il 15 e il 20 di marzo 1895, con il 19 come data più plausibile, essendo l'unica giornata di sole in quel periodo. Invece, un esperto di meteorologia propende per il 10 marzo, che nel 1895 era una domenica. Ciò renderebbe l'ipotesi ancora più appassionante, perché quindi i Lumière avrebbero dovuto convocare i loro operai appositamente per intraprendere insieme a loro il primo esempio di cinematografia. Questo spiegherebbe perché gli operai indossano cappelli bianchi e bei vestiti.
Il 22 marzo 1895, alla Société d'encouragement pour l'industrie nationale, di fronte un pubblico di scienziati e fotografi proiettarono La Sortie de l'usine Lumière, utilizzando un primo prototipo di cinematografo, costruito da Moisson. Tra gli esperti del settore a partecipare a questa proiezione privata c'era anche Jules Carpentier, che entusiasta della loro invenzione si propose di costruirne una versione definitiva. Seguirono a questa dimostrazione alte proiezioni: il 17 aprile a Sorbonne e il 10 giugno al Congres des sociétés françaises de photographie, ma entrambe solo per un pubblico di scienziati ed esperti.

### La nascita del cinema

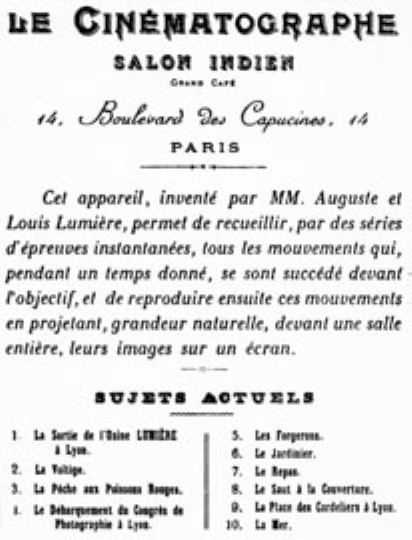
Uno dei primi programmi per le proiezioni cinematografiche dei Lumière

Il primo spettacolo cinematografico a pagamento si svolse il 28 dicembre 1895 alle ore 18, presso il Salon indien du Grand Café al numero 14 del Boulevard des Capucines, a Parigi. Il costo del biglietto era di un franco a persona. L'idea di organizzare una proiezione per un pubblico pagante venne ad Antoine Lumière, che all'inizio dicembre si mise alla ricerca di un locale adatto, trovando infine una sala secondaria del Gran Café, precedentemente usata come sala da biliardo. Curiosamente a questa prima proiezione non erano presenti i due fratelli.
Con questa data si fa nascere il cinema, anche se non fu né la prima proiezione a pagamento nella storia né la prima in Europa. Già il 20 maggio 1895, l'inventore l'americano Woodville Latham aveva organizzato una proiezione simile a Broadway usando il suo eidoscopio. Inoltre, il 1º novembre 1895, Max Skladanowsky aveva mostrato otto brevi filmati dalla durata complessiva di 15 minuti al Wintergarten Hall di Berlino.
La scelta di considerare la proiezione dei Lumière del 28 dicembre 1895 come l'evento simbolico della nascita del cinema si basa su due fattori principali: la sua somiglianza con le caratteristiche del cinema moderno e il suo impatto mediatico straordinario. Infatti, le proiezioni fatte da Latham, Armat-Jenkins e Max Skladanowsky  non avevano avuto un'accoglienza calorosa come quella ricevuta dai Lumière.
Georges Méliès, fu tra i trentatré spettatori che partecipò alla prima proiezione. Rimasto sbalordito dall'invenzione dei Lumière, Méliès affermò con entusiasmo:
Dopo lo spettacolo, Méliès propose ad Antoine Lumière di acquistare il cinématographe, ma quest'ultimo rifiutò. Le ragioni di questo rifiuto non sono del tutto chiare. Una teoria sostiene che Antoine credesse fermamente nel potenziale commerciale e scientifico del cinématographe e volesse sfruttarlo pienamente senza cederlo ad altri. Un'altra ipotesi suggerisce che Antoine non fosse completamente convinto del futuro dell'invenzione, come dimostrerebbe la celebre frase attribuita a lui: "Il cinematografo è un’invenzione senza futuro commerciale".
Il realismo, la naturalezza e la verità costituiva il fascino e la novità dello spettacolo. L'anno successivo i due fratelli andarono in tour con il cinématographe a Londra e New York. Le immagini in movimento ebbero un'immediata e significativa influenza sulla cultura popolare con la proiezione di pellicole come L'arrivo di un treno alla stazione di La Ciotat, La colazione del bimbo e il primo esempio di commedia con L'innaffiatore innaffiato. Dopo la presentazione del cinématographe, i Lumière vendettero numerosi apparecchi, che furono portati in giro per il mondo da operatori itineranti, dando origine alla nuova professione dei "cinematografisti". Questi professionisti possono essere considerati eredi degli ambulanti che, tra il XVII e XVIII secolo, vendevano stampe in Europa. Forse anche convinti che il cinematografo non avesse futuro, nel 1896, ne vendettero i diritti a Charles Pathé, che ne perfezionò l'invenzione. Pathé trasformò l'invenzione in un modello industriale, separando le funzioni di ripresa e proiezione e introducendo innovazioni che resero il cinema un fenomeno globale.
Paradossalmente, dopo un periodo di fama internazionale, i due fratelli smisero di occuparsi di cinema. Forse perché lo ritenevano "un'invenzione senza futuro", considerandolo solo uno strumento documentativo, per registrare la vita quotidiana. Ritenevano difatti che il pubblico se ne sarebbe velocemente stufato e per questo decisero presto di occuparsi d'altro, rendendo la loro comparsa nella storia del cinema piuttosto breve.
I fratelli Lumière più imprenditori che cineasti: dopo il grande successo del cinematografo, decisero di mettere in produzione numerose macchine da presa, affidandole a operatori esperti in tutto il mondo. La loro mentalità imprenditoriale emerge chiaramente nelle loro "vedute", che rifiutano la rappresentazione di un mondo fittizio a favore della pura realtà.

### L'autocromia

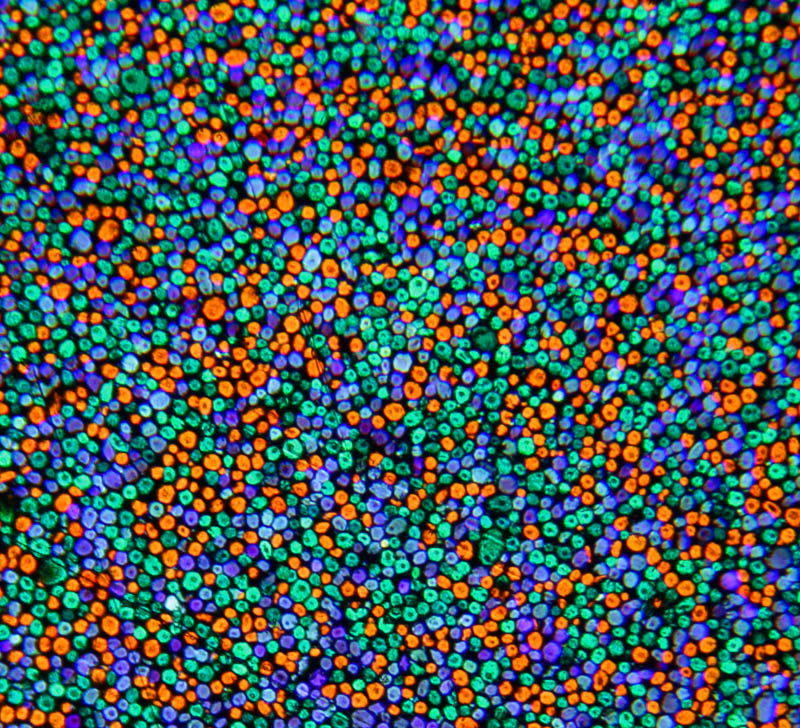
Granuli di amido di patate ingranditi sulla superficie di una lastra Autochrome

Auguste e Louis Lumière, dopo essere divenuti celebri per l'invenzione del cinematografo, si concentrarono sullo studio della fotografia a colori. Il 17 dicembre 1903, brevettarono l'Autochrome Lumière, un procedimento che permetteva di scattare fotografie a colori usando solo una lastra fotografica. L'innovazione cruciale di questo brevetto sta nell'uso di amido di patate colorato, che fungeva da filtro per catturare i colori attraverso la sintesi additiva. In pratica, granelli di fecola di patate venivano tinti in rosso, verde e blu e distribuiti su una lastra di vetro, creando una rete di filtri che, sovrapposta a un’emulsione in bianco e nero, permetteva di riprodurre fedelmente le tonalità cromatiche.
L'Autochrome fu rilasciato sul mercato il 10 giugno 1907 durante una presentazione nella sede parigina della rivista L'Illustration, difronte a un pubblico di 600 persone, tra cui artisti e politici. Riscuotendo fin da subito un enorme successo mondiale e fino al 1935 è stato l'unico mezzo per scattare fotografie a colori, usando una sola lastra. Louis Lumière lo considerava il suo più grande capolavoro. Molti critici dell'epoca elogiarono la creazione dei Lumière, definendolo come un mezzo che riproduceva la realtà e "vinceva la morte". Questo atteggiamento di supremazia sulla morte si ritrova anche nella voglia di molti sovrani e artisti nel farsi ritrarre a colori, come per esempio Claude Monet. Nel 1909 ricevettero la prestigiosa Elliott Cresson Medal per il loro contributo alla fotografia a colori.
(Alfred Stieglitz)

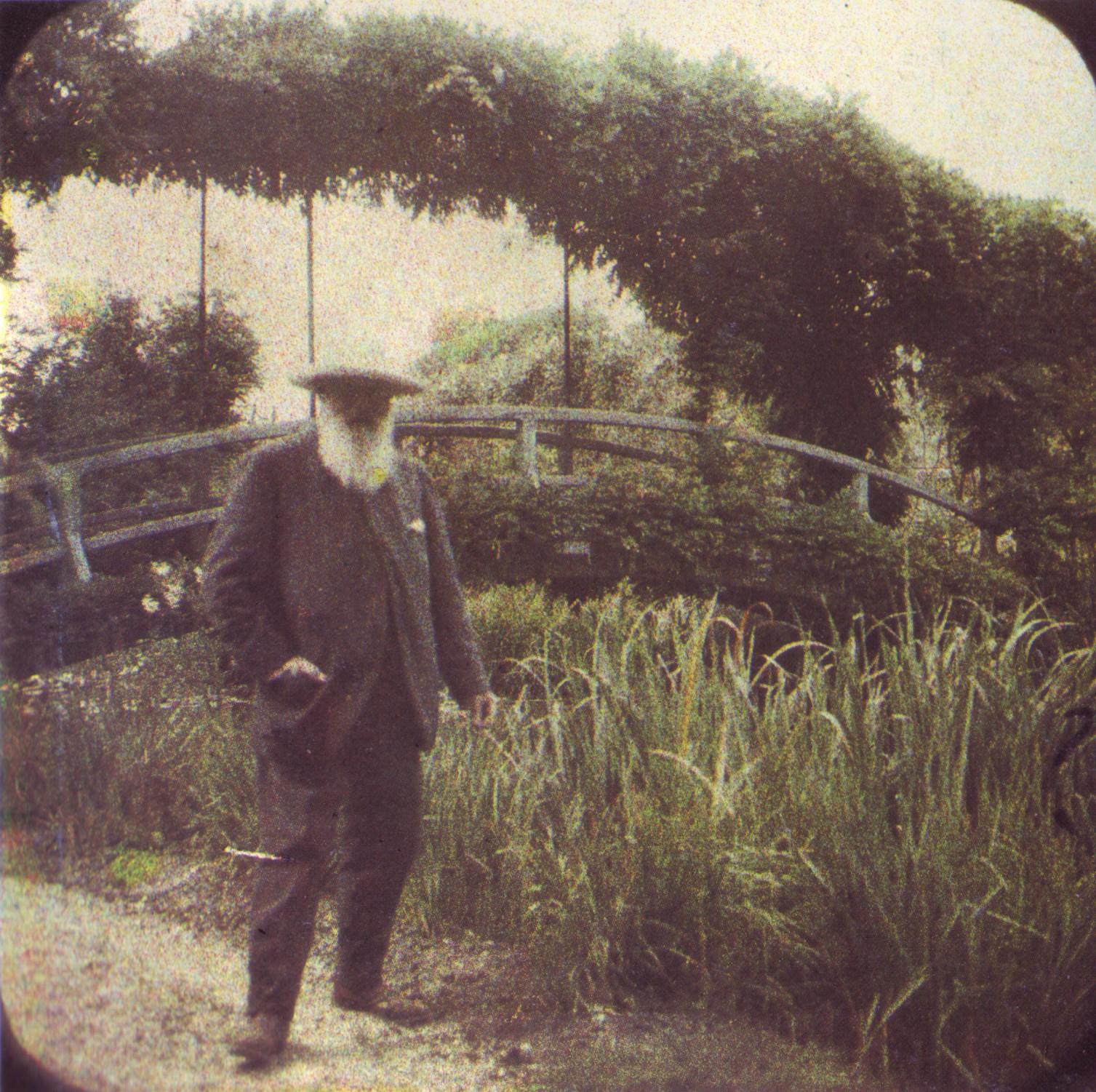
Monet nel suo giardino

La produzione di una lastra per l’Autochrome Lumière era un processo lungo e complesso. Innanzitutto, i granelli di fecola di patate venivano selezionati in base alla loro dimensione e poi tinti di rosso, verde e blu-violetto. Successivamente, questi granelli colorati venivano mescolati insieme e stesi su un vetro ricoperto di una vernice appiccicosa, creando uno strato sottile e uniforme di filtri colorati. Per riempire gli spazi vuoti tra i granelli, veniva applicata una polvere di carbone, che serviva a bloccare eventuali infiltrazioni di luce indesiderata. Infine, sulla superficie veniva stesa un’emulsione fotografica in bianco e nero, che catturava l’immagine attraverso questo mosaico di filtri colorati.
Il principale difetto dell’Autochrome era che le lastre dovevano essere sempre osservate controluce per poter distinguere correttamente i colori; senza una fonte luminosa alle spalle, l’immagine appariva scura e priva di cromatismi. Nonostante questa limitazione, la tecnica brevettata dai Lumière era molto più veloce e semplice rispetto ai metodi precedenti, che richiedevano la sovrapposizione di tre fotografie scattate separatamente con filtri rosso, verde e blu.
La società Lumière divenne una delle maggiori produttrici di lastre fotografiche in Europa, mantenendo un ruolo di primo piano nel settore fino alla sua confluenza nel gruppo Ilford, che portò alla scomparsa del marchio Lumière dal mercato.

### Altre attività e la morte
(Vincent Pinel)
Il 22 marzo 1935, Louis partecipò ai festeggiamenti per il quarantesimo anniversario dell'invenzione del cinematografo organizzato dal regime fascista. Durante l'evento, Louis dedicò una sua fotografia a Benito Mussolini con la scritta: "A sua Eccellenza Benito Mussolini, con l'espressione della mia profonda ammirazione". Mussolini ricambiò con una dedica simile: "A Louis Lumière, Accademico di Francia. Con ammirazione B. Mussolini". Tornato in Francia, Louis, decise di appendere la foto a lui dedicata dal duce nel suo ufficio, sopra il ritratto di Ferdinand Foch. Nel 1939, Louis firma una dichiarazione stipulata da Philippe Pétain, maresciallo della Repubblica di Vichy. Nel 1941, entrambi i fratelli furono insigniti dell'ordine della francisca.
(Louis Lumière)

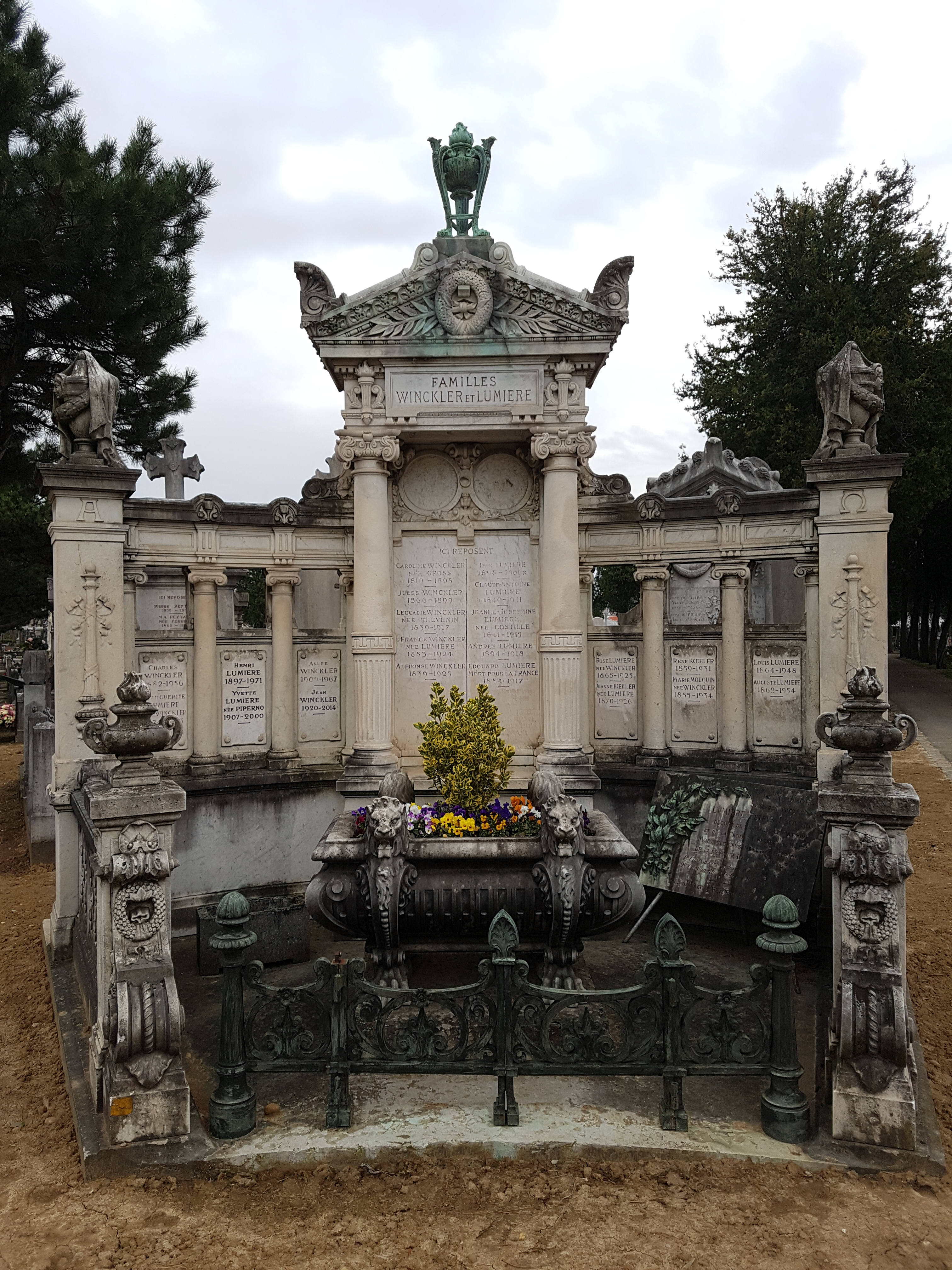
Tomba di Auguste e Louis Lumière a Lione

Auguste e Louis Lumière per ben cinque anni, a partire dal 1920 fino al 1927, furono candidati al premio Nobel per la fisica, ma senza mai ottenere il riconoscimento. Nel 1937, il solo Auguste fu candidato al premio Nobel per la medicina e nuovamente senza ottenere nessun riconoscimento.
Oggi i fratelli Lumière riposano nel cimitero de la Guillotière, a Lione.

## Il cinema dei Lumière

### Contesto storico

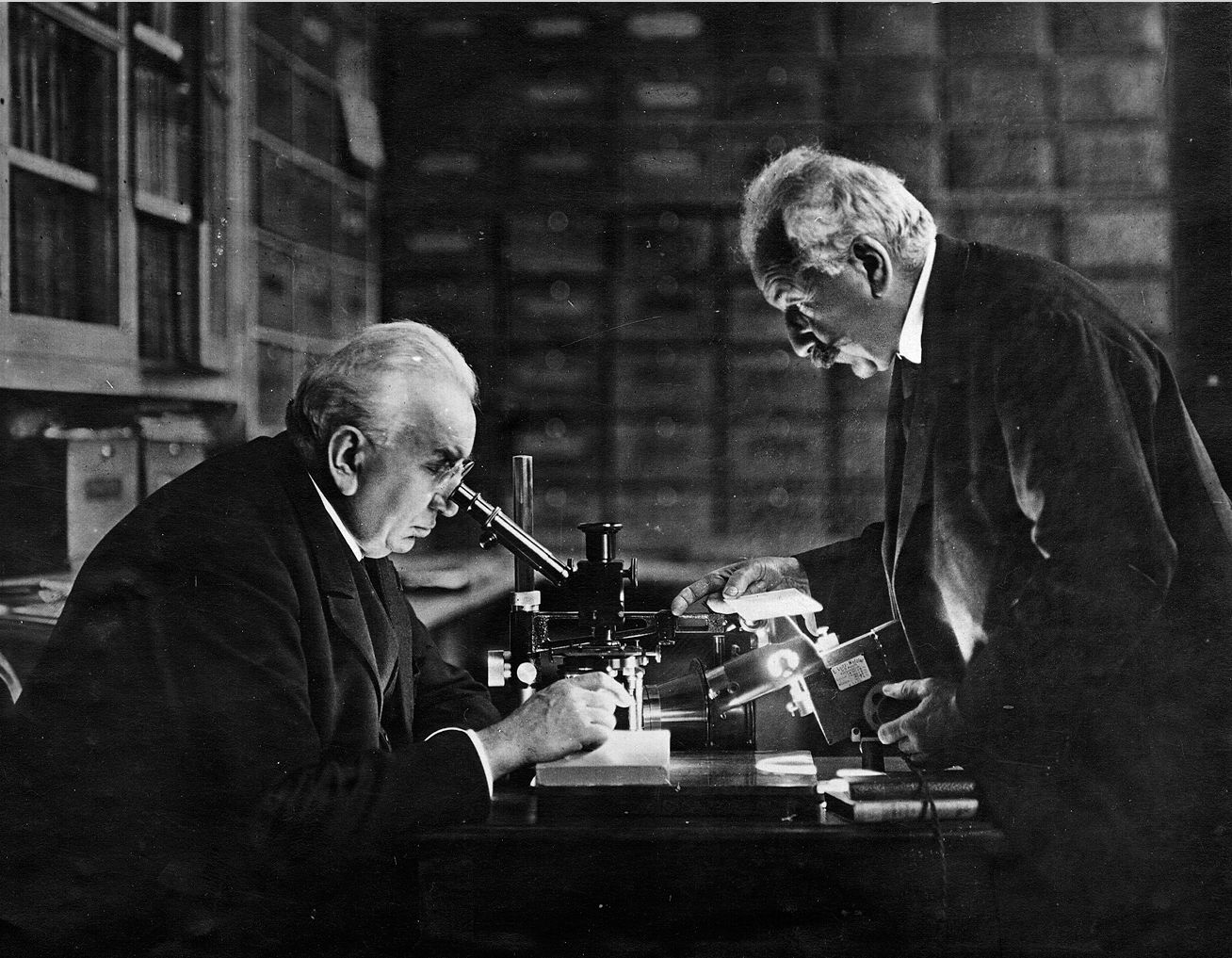
Louis, a sinistra, e Auguste Lumière

Con il cinematografo dei fratelli Lumière del 1895 si può iniziare a parlare di cinema vero e proprio: ossia della proiezione di fotografie, scattate in rapida successione in modo da dare l'illusione di movimento, di fronte a un pubblico pagante radunato in una sala; la prima proiezione avvenne il 28 dicembre 1895 nel seminterrato di un locale parigino. Di pochi anni più antico era il kinetoscopio di Thomas Edison e William Dickson, con lo stesso procedimento di animazione delle immagini che scorrevano in rapida sequenza; però il modo di fruizione monoculare (e quindi non proiettato) lo rendeva antenato del cinema vero e proprio, l'ultima fase del precinema. La proiezione permetteva dopotutto un maggiore guadagno economico per via della fruizione collettiva, per cui si impose presto.
In realtà le invenzioni legate alle fotografie in movimento furono innumerevoli in quegli anni (si contarono nella sola Inghilterra circa 350 brevetti e nomi). Tra tutte queste, l'invenzione dei Lumière aveva l'innegabile vantaggio dell'efficiente cremagliera, che trascinava la pellicola automaticamente a scatti ogni 1/25 di secondo, e una praticità mai vista, essendo la macchina da presa una piccola scatoletta di legno, facilmente trasportabile, che all'occorrenza, cambiando solo la lente, si trasformava anche in un proiettore.

### Le vedute animate
Il prodotto caratteristico del cinematografo Lumière sono le cosiddette "vedute animate" ovvero scenette realistiche prese dal vero della durata di circa cinquanta secondi (la durata di un caricatore di pellicola). L'interesse dello spettatore era tutto nel guardare il movimento in sé e nello scoprire luoghi lontani, non tanto nel veder rappresentate vere e proprie vicende.

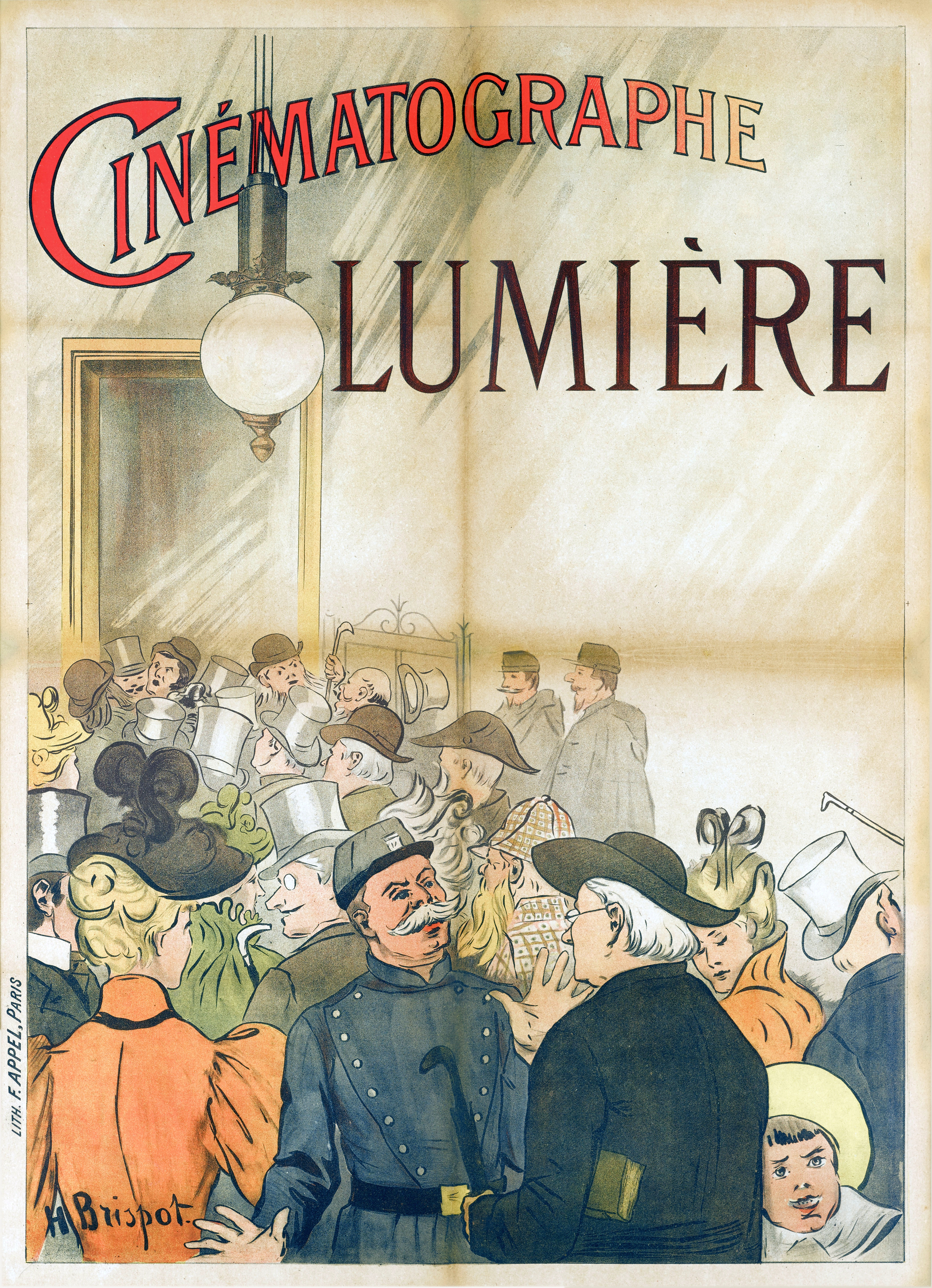
Il primo manifesto per il cinema, disegnato da Henri Brispot

Le inquadrature sono fisse e non esiste, se non in casi eccezionali, il montaggio; sono caratterizzate da un'estrema profondità di campo (si pensi all'Arrivo di un treno alla stazione di La Ciotat, dove il treno è a fuoco sia quando si trova lontano sullo sfondo sia quando arriva in primo piano) e da personaggi che entrano ed escono all'inquadratura, in una molteplicità di centri di attenzione (si pensi all'Uscita dalle officine Lumière). La centratura dell'immagine era infatti valutata approssimativamente, perché la macchina da ripresa Lumière non era dotata di mirino.
L'operatore non è invisibile, anzi spesso interagisce con i personaggi (L'arrivo dei fotografi al congresso di Lione), e le persone ritratte erano invitate a riguardarsi alla proiezione pubblica ("auto-rappresentazione"). Questa caratteristica venne poi considerata come un difetto della registrazione nel cinema successivo, venendo poi rivalutata solo in epoca contemporanea.
Solo in un secondo momento nacquero le riprese in movimento (effettuate da treni in partenza o imbarcazioni) e, circa un decennio dopo i primi esperimenti, i Lumière iniziarono a produrre film veri e propri, composti da più "quadri" messi in serie, però proiettati separatamente, come le Passioni di Cristo. Figura fondamentale nelle rappresentazioni restava l'imbonitore che, come ai tempi della lanterna magica, istruiva, spiegava e intratteneva il pubblico commentando le immagini, che ancora non erano intelligibili autonomamente.

### Caratteristiche
Riassumendo in breve, i caratteri delle vedute Lumière erano:
- Inquadratura unica (assenza di montaggio; anche le storie più articolate, come le Passioni di Cristo, erano proiettate in spezzoni separati)
- Profondità di campo (la messa a fuoco contemporanea di figure vicine e lontane)
- Molteplici centri di attenzione in ciascuna inquadratura e movimento "centrifugo" dei personaggi (che entrano ed escono dall'inquadratura)
- Tracce dell'operatore nei film (non si nasconde che si sta facendo una ripresa: le persone sono consapevoli di essere riprese, guardano in macchina, si mettono in posa, salutano)
- Presenza dell'imbonitore alle proiezioni che spiegava le scene e narrava la storia (spesso era lo stesso addetto alla proiezione), quindi spettacolo incomprensibile da solo.[40][87]

## Cinema come sguardo dominatore

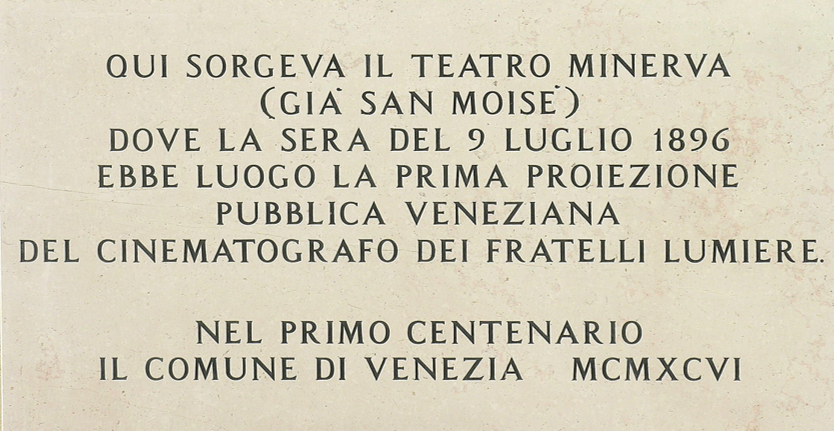
Lapide ricordo dei Fratelli Lumière Venezia, Corte Teatro San Moisè

Il nome proposto per il cinematografo dal padre dei Lumière è stato Domitor, contrazione del latino dominator, che rispecchia i sogni e le suggestioni di onnipotenza del positivismo. Guardare la vita quotidiana degli altri (o di sé stessi, perché non erano infrequenti le auto-rappresentazioni) e salvarla nel tempo era una sorta di metodo per raggiungere l'immortalità che trova eco anche nella letteratura contemporanea: nel romanzo Il castello dei Carpazi del 1892, Jules Verne descriveva un inventore che riusciva a riprodurre le immagini e la voce di una cantante della quale era innamorato per averla con sé per sempre.
Inoltre assistere alle proiezioni cinematografiche gratificava lo spettatore nel vedere senza essere visto, come un "dominatore" del mondo, appunto: lo spettatore si sente (tutt'oggi) inconsciamente superiore ai personaggi ed è gratificato dall'assistere alle loro vicende. Non a caso la visione frontale del cinematografo era quella che nel teatro era riservata al principe e alle personalità più importanti.
Le vedute di "dominatori" sono particolarmente evidenti nei primi documentari girati con la cinepresa Lumière nei primi due decenni del Novecento: nei filmati di Albert Kahn, Luca Comerio, Roberto Omegna, e Bolesław Matuszewski si nota lo sguardo di superiorità verso le culture diverse da quella occidentale, legato alle ideologie del colonialismo e della conquista spietata.

## Filmografia parziale
- 28 dicembre 1895, prima proiezione cinematografica pubblica al Grand Café del Boulevard des Capucines di Parigi[90][91]
  - L'uscita dalle officine Lumière (La Sortie de l'usine Lumière à Lyon)
  - Il volteggio (La voltige)
  - La pesca dei pesci rossi (La Pêche aux poissons rouges)
  - L'arrivo dei fotografi al congresso di Lione (Le Débarquement des congressistes à Neville-sur-Saone)
  - I maniscalchi  (Les Forgerons)
  - L'innaffiatore innaffiato (L'arroseur arrosé)
  - La colazione del bimbo (Le Repas de bébé)
  - Il salto alla coperta (Le Saut à la couverture)
  - La Place des Cordeliers a Lione (La Place des Cordeliers à Lyon)
  - Il mare (Bagno in mare) (La Mer (Baignade en mer))
- 1895 - Trasformazioni con cappelli (Chapeaux à transformations)
- 1895 - Una partita a carte (Partie d'écarté)
- 1895 - Barque Sortant du Port
- 1896 - La corsa nei sacchi (Cours en sacs)[92]
- 1896 - Néron essayant des poisons sur des esclaves regia di Georges Hatot
- 1896 - Demolizione di un muro (Demolition d'un mur)
- 1896 - L'arrivo di un treno alla stazione di La Ciotat (L'Arrivée d'un train en gare de La Ciotat)
- 1896 - Passeggiata degli struzzi ai giardini botanici di Parigi (Promenade des autruches aux jardins botanique de Paris)
- 1896 - Battaglia con le palle di neve (Battaile aux boules de neige)
- 1896 - Schaffouse, Chûtes du Rhin vues de loin
- 1897 - Débarquement d'une mouche regia di Georges Hatot
- 1897 - Le ultime cartucce (Les derniers cartuches)
- 1897 - Bambini (Enfants)
- 1897 - Mort de Marat
- 1897 - Le rémouleur et l'assiette au noir co-regia di Georges Hatot
- 1897 - Pierrot et le fantôme regia di Georges Hatot
- 1897 - La nourrice et le soldat amoureux regia di Georges Hatot
- 1897 - La mort de Robespierre regia di Georges Hatot
- 1897 - L'Assassinat du duc de Guise regia di Georges Hatot
- 1897 - L'amoureux dans le sac (The Lover in the Bag) regia di Georges Hatot
- 1897 - Jean qui pleure et Jean qui rit co-regia di Georges Hatot
- 1897 - Assassinat de Kleber regia di Georges Hatot
- 1897 - Repas en famille
- 1898 - Napoli (Naples)
- 1898 - La Vie et la Passion de Jésus-Christ conosciuto anche come (La passion), co-regia di Georges Hatot[25][93]
- 1898 - Exécution de Jeanne d'Arc regia di Georges Hatot
- 1900 - Corrida Spagnola (Spanish Bullfight)
- 1900 - La Tour Eiffel
- 1900 - Danza spagnola (Danses espagnoles)
- 1902 - La famiglia Dam e il loro cane (Famille Dam et leur chien)
- 1902 - Le prince de Galles
- 1905 - La breve corsa del poliziotto (La petit course du policier)

Di numerosi cortometraggi esistono più versioni.

### Film diretti da Louis Lumière
- Stella di Louis Lumière sulla Hollywood Walk of FameChapeaux à transformations (1895)
- La Charcuterie mécanique (1895)

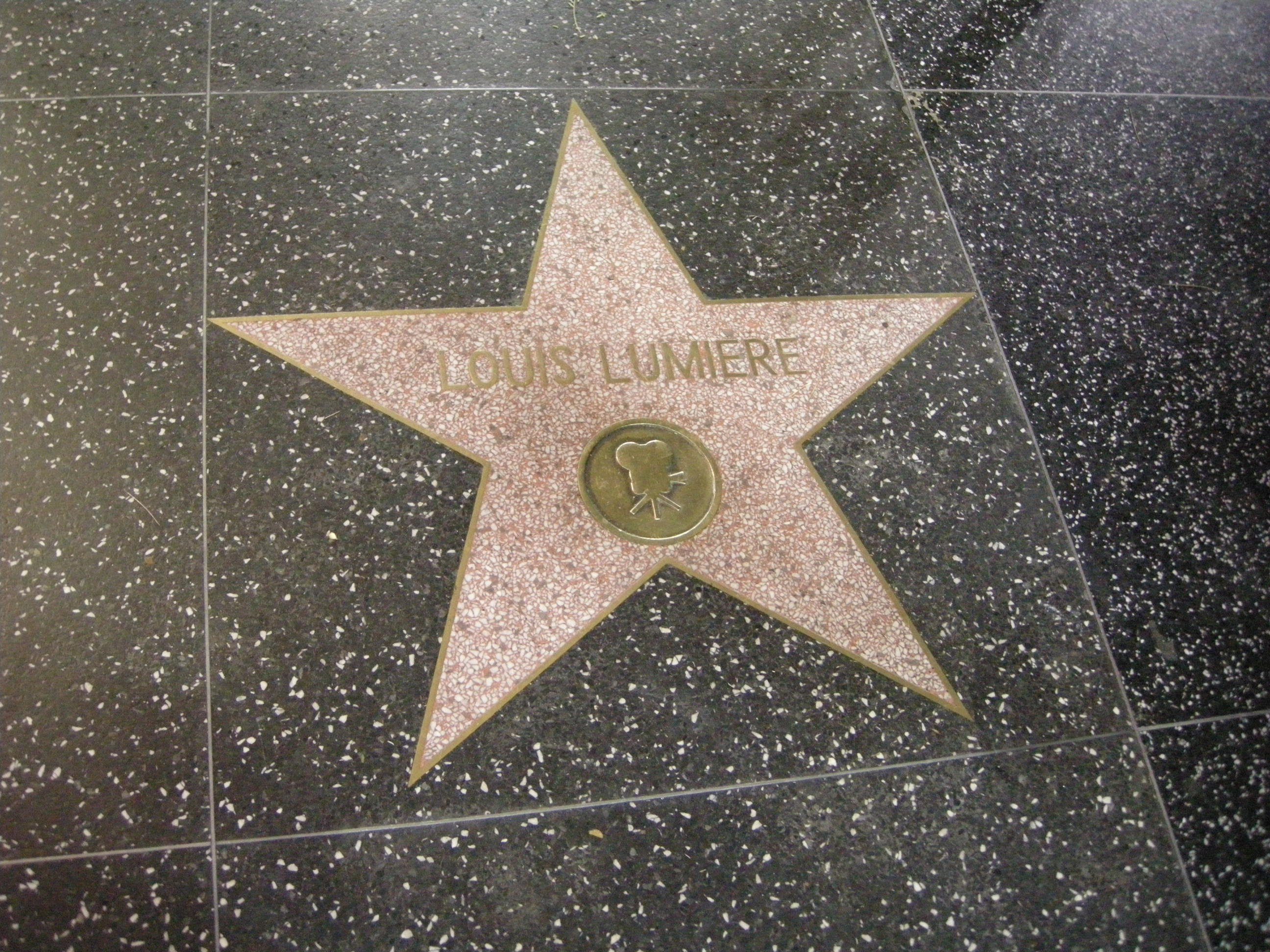
Stella di Louis Lumière sulla Hollywood Walk of Fame

- L'uscita dalle fabbriche Lumière (1895)
- L'arrivo dei fotografi al congresso di Lione (1895)
- Bocal aux poissons-rouges (1895)
- L'innaffiatore innaffiato (1895)
- I maniscalchi (1895)
- Il mare (Bagno in mare) (1895)
- La Place des Cordeliers a Lione (1895)
- La pesca dei pesci rossi (1895)
- La colazione del bimbo (1895)
- Il salto alla coperta (1895)
- La voltige (1895)
- Barque sortant du port (1895)
- Discussion de Monsieur Janssen et de Monsieur Lagrange (1895)
- Le déjeuner du chat (1895)
- Lyon, place Bellecour (1895)
- Le maréchal-ferrant (1895)
- Partie de tric-trac (1895)
- Photographe (1895)
- Pompiers: Attaque du feu (1895)
- Jeu du pot-cassé (1896)
- Bains sur le Rhône (1896)
- Schaffouse, Chûtes du Rhin vues de loin (1896)
- Aquarium (1896)
- Pêcheurs raccommodant les filets (1896)
- Le tsar Nicolas II à Paris (1896)
- Carmaux, défournage du coke (1896)
- Melbourne (1896)
- Le Marché aux poissons (1896)
- Quai de l'Archevêché (1896)
- Panorama de l'arrivée en gare de Perrache pris du train (1896)
- Genève (Exposition 1896): rentrée à l'étable (1896)
- Bal d'enfants (1896)
- Course en sacs (1896)
- Parvis de Notre-Dame (1896)
- Panorama des rives de la Seine à Paris, III (1896)
- Fêtes franco-russes: Cherbourg, Entrée des Souverains russes et du président de la République sous le hall (1896)
- Concours de boules (1896)
- Champs-Élysées (1896)
- Enfants jouant aux billes (1896)
- Laveuses (1896)
- Repas en famille (1896)
- Radeau avec baigneurs (1896)
- Premiers pas de bébé (1896)
- Bicycliste (1896)
- Londres, alerte de pompiers: film Lumière n° 246 (1896)
- L'arrivée en voiture (1896)
- Retour d'une promenade en mer (1896)
- Bains en mer (1896)
- Cuirassiers à cheval (1896)
- Débarquement (1896)
- Barque en mer (1896)
- Londres, Entrée du cinématographe (1896)
- Récréation à la Martinière (1896)
- Paris, Champs-Elysées (voitures) (1896)
- Bataille de femmes (1896)
- Départ en voiture (1896)
- Concert (1896)
- Lancement d'un navire (1896)
- Partie de boules (1896)
- Marseille, la Canebière (1896)
- Arrivée d'un train à Perrache (1896)
- Serpent (1896)
- Ateliers de La Ciotat (1896)
- I Bagni di Diana (1896)
- Enfants aux jouets (1896)
- Querelle enfantine (1896)
- Démolition d'un mur (1896)
- Pont de Westminster (1896)
- Assiettes tournantes (1896)
- Partie d'écarté (1896)
- Voltige (1896)
- L'arrivo di un treno alla stazione di La Ciotat (1896)
- Jongleur au ballon (1896)
- Pêche aux sardines (1896)
- Écriture à l'envers (1896)
- Mauvaises herbes (1896)
- Bataille de neige (1897)
- Douche après le bain (1897)
- Danse serpentine (film 1897) (1897)
- Place de l'Opéra (film 1897) (1897)
- Embarquement pour la promenade (1897)
- Enfant et chien (1897)
- Enfants au bord de la mer (1897)
- Leçon de bicyclette (1897)
- Marché (1897)
- Menuisiers (1897)
- Petit frère et petite soeur (1897)
- Repas en famille (1897)
- Ronde enfantine (1897)
- Scènes d'enfants (1897)
- Touristes revenant d'une excursion (1897)
- Jean qui pleure et Jean qui rit (1897)
- Le rémouleur et l'assiette au noir (1897)
- Place du Pont (1897)
- Laveuses sur la rivière (1897)
- Nice, panorama du casino pris d'un bateau (1897)
- Jérusalem, porte de Jaffa, côté Est (1897)
- Danseuse de ballet (1897)
- Lourdes, procession (1897)
- Discussion (1897)
- Danse russe (1897)
- Les joueurs de cartes arrosés (1897)
- Substitutions (1897)
- Cuirassiers traversant la Saône à la nage (1897)
- Panorama des quais de la Saône à Lyon pris d'un bateau (1897)
- Belfast, alerte de pompiers (1897)/Belfast, alerte de pompiers: film Lumière n° 723
- Lourdes (1898)
- Peinture à l'envers (1898)
- Le squelette joyeux (1898)
- Un lourd chargement (1898)
- La Vie et la Passion de Jésus-Christ (1898)
- Le défilé de chevaux du tailleur de pierres Vautier (1898)
- Panorama pendant l'ascension de la Tour Eiffel (1898)
- Barbe bleue (1898)
- Départ en gondole de LL. MM. (1898)
- La Mi-Carême, Char et batailles de confettis (1899)
- Troyes: l'hôtel de ville (1899)
- La petite fille et son chat (1899)
- Défilé de voitures de bébés à la pouponnière de Paris (1899)
- Encierro de toros (1899)
- Vue prise d'une plate-forme mobile (1900)
- La rue des nations (1900)
- Expérience du ballon dirigeable de M. Santos-Dumont: I. Sortie du ballon (1900)
- Expérience du ballon dirigeable de M. Santos-Dumont: II. Le ballon et son moteur (1900)
- Inauguration de l'exposition universelle (1900)
- Danses espagnoles (1900)
- Pont d'Iéna (1900)
- La tour Eiffel (1900)
- Le chalet du cycle (1900)

### Film diretti da Auguste Lumière

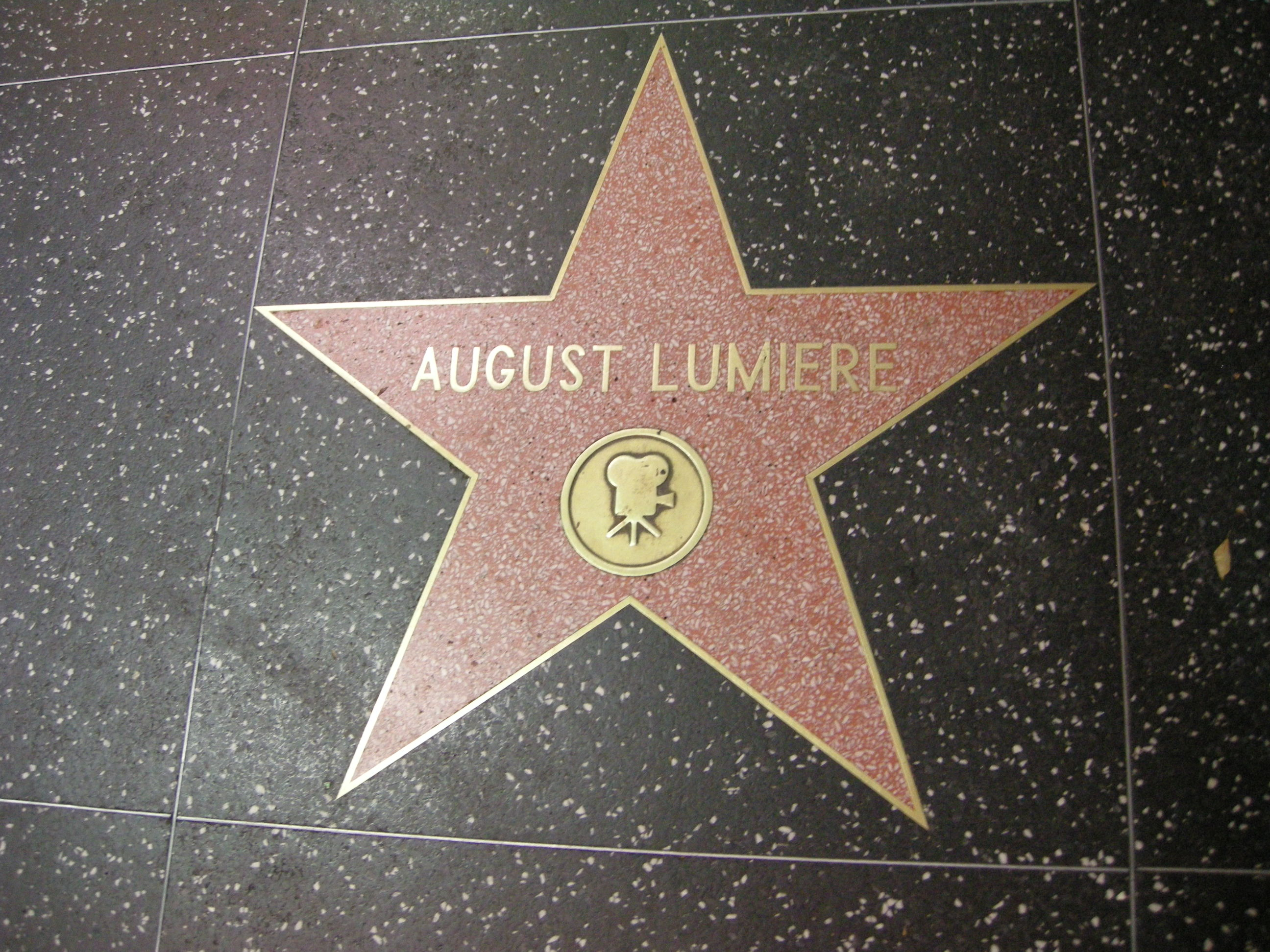
Stella di Auguste Lumière sulla Hollywood Walk of Fame

- Stella di Auguste Lumière sulla Hollywood Walk of FameL'arrivo di un treno alla stazione di La Ciotat (1896)
- Londres, alerte de pompiers: film Lumière n° 246 (1896)
- Le Marché aux poissons (1896)
- Melbourne (1896)
- Départ de Jérusalem en chemin de fer (1897)
- La Palestina en 1896 (1897)
- Laveuses sur la rivière (1897)
- Jérusalem, porte de Jaffa, côté Est (1897)
- Danseuse de ballet (1897)
- Belfast, alerte de pompiers (1897)/Belfast, alerte de pompiers: film Lumière n° 723